# Mary Kornman
Pour les articles homonymes, voir Kornman.
Mary Kornman, née Mary A. Kornmann le 27 décembre 1915 à Idaho Falls et morte le 1er juin 1973, est une actrice américaine.

## Biographie
Mary Kornman est apparue au cinéma à l'âge de 6 ans dans la série Les Petites Canailles. Entre 1922 et 1932, elle y joua le rôle de 'Mary', une des 'petites canailles'. 

## Filmographie partielle
- 1923 : Dogs of War : Mary
- 1923 : The Big Show de Robert F. McGowan
- 1924 : Short Kilts : enfant de McGregor
- 1925 : Mary, Queen of Tots : Mary
- 1925 : Quelle vie ! (Isn't Life Terrible?) de Leo McCarey
- 1926 : Un mariage mouvementé (Thundering Fleas) de Robert F. McGowan : Mary
- 1933 : Fish Hooky : l'enseignante
- 1933 : Les Deux Flemmards (Me and My Pal) de Charley Rogers et Lloyd French : demoiselle d'honneur au mariage
- 1933 : Carioca de Thornton Freeland : amie de Belinah
- 1934 : Strictly Dynamite : invitée à la fête
- 1934 : Madame du Barry
- 1935 : The Desert Trail de Lewis D. Collins : Anne
- 1937 : Reunion in Rhythm : Mary
- 1938 : Cet âge ingrat (That Certain Age) de Edward Ludwig : une amie
- 1939 : Deux bons copains (Zenobia) de Gordon Douglas : citadine